# Annibale Padovano
Annibale Padovano (Padua, 1527 – Graz, 15 maart 1575) was een componist en organist in de republiek Venetië en behoorde tot de Venetiaanse School met haar typische Renaissancemuziek.
Later in zijn leven was Padovano kapelmeester aan het hof van aartshertog Karel II van Oostenrijk in Graz.

## Levensloop

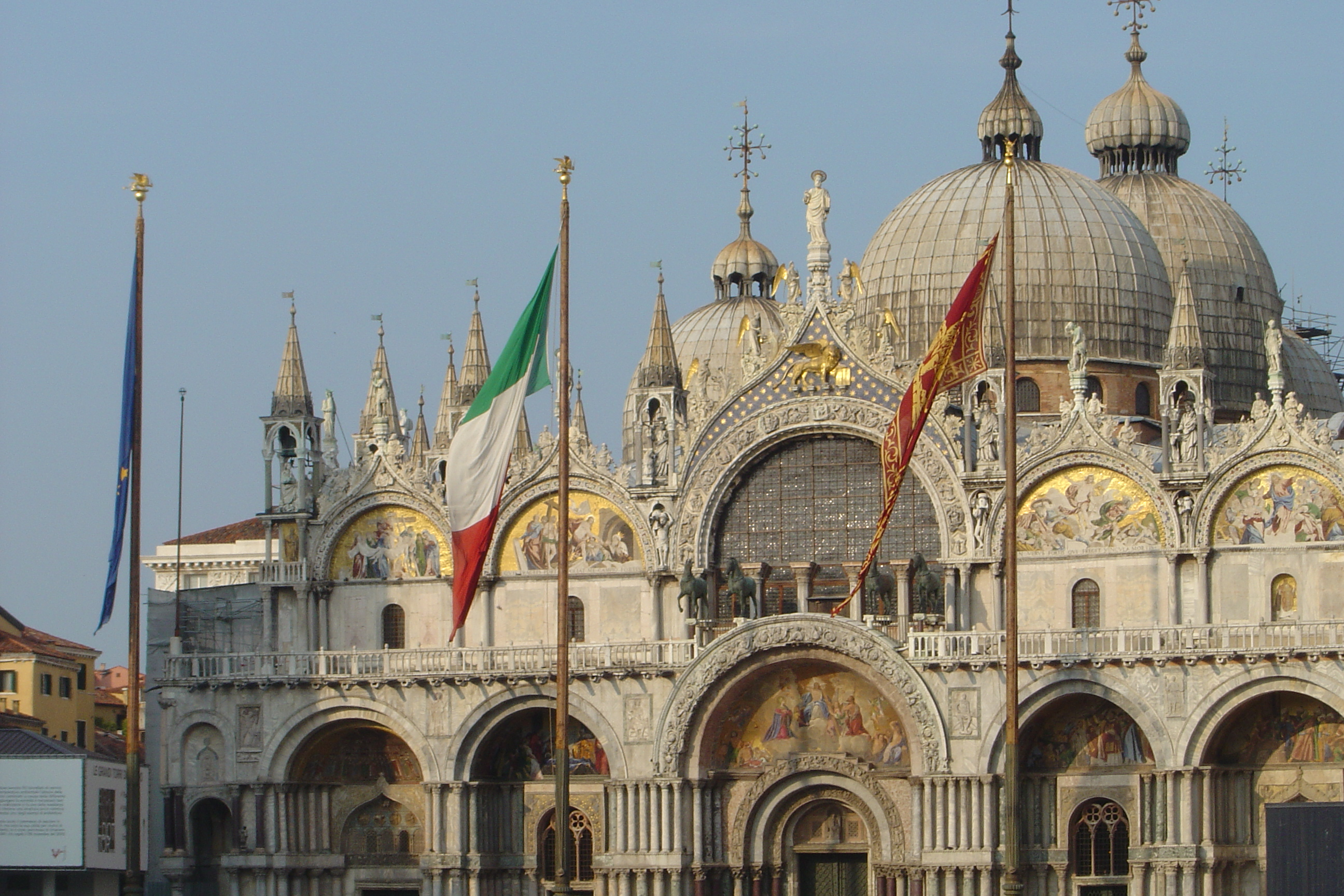
San Marcobasiliek in Venetië

Padovano was afkomstig uit een eenvoudige familie in Padua, een stad in de republiek Venetië. Zijn naam Padovano wijst er enkel op dat hij uit die stad kwam en was dus een bijnaam. 
In 1552 werd hij benoemd tot eerste organist van de San Marcobasiliek in Venetië, de hoofdstad van de republiek. De San Marcobasiliek was destijds de paleiskerk van de doge. Padovano werkte samen met Adriaan Willaert uit het graafschap Vlaanderen, die er kapelmeester was en bezieler van de Venetiaanse School. Na een ziekte vonden de procuratoren van San Marco dat Padovano nogal lui was omdat hij te weinig kerkdiensten opluisterde. Na veelvuldig overleg werd zijn wedde als organist uitbetaald en zelfs verhoogd.
In 1565 verliet Padovano Venetië voorgoed. Hij werd organist in de hofkerk van Graz, in dienst van Karel II, een aartshertog van Oostenrijk. In 1566 gaf hij zijn post in de San Marcobasiliek met bijhorende wedde op. In Graz wierp Padovano zich op als een exponent van de Venetiaanse School. Na het vertrek van kapelmeester Johannes van Cleve (1528-1582) die zwaar ziek was, volgde Padovano hem op als kapelmeester (1570). Hij stierf in Graz enkele jaren later (1575).

## Werken
- Primo libro de Ricercarci a quattro voci (1556 – Venetië)
- Primo libro de Madrigali a cinque voci (1564 – Venetië)
- Liber Motectorum quinque et sex vocum (1567 – Venetië)
- Missarum quinque vocum Liber primus (1573- Venetië)
- Battaglia a otto per sonar d’Instrumenti da Fiato (1590 postuum – Venetië)
- Messa a 24 voci, bewaard in de Staatsbibliotheek in Wenen
- Tientallen motetten, toccaten, madrigalen, ricercaren en kerkliederen van zijn hand bevinden zich in bibliotheken in Europese steden.[3]